# Villa del Prado
Villa del Prado é um município da Espanha na província e comunidade autónoma de Madrid, de área 78,43 km² com população de 5 079 habitantes (2004) e densidade populacional de 64,76 hab/km².

## Demografia
| Variação demográfica do município entre 1991 e 2004 | Variação demográfica do município entre 1991 e 2004 | Variação demográfica do município entre 1991 e 2004 | Variação demográfica do município entre 1991 e 2004 |
| --------------------------------------------------- | --------------------------------------------------- | --------------------------------------------------- | --------------------------------------------------- |
| 1991                                                | 1996                                                | 2001                                                | 2004                                                |
| 3290                                                | 3758                                                | 4197                                                | 5079                                                |